# Ariosoma balearicum
Ariosoma balearicum, também conhecido como congro-mirim, é uma espécie de peixe pertencente à família Congridae.
A autoridade científica da espécie é Delaroche, tendo sido descrita no ano de 1809.

## Portugal
Encontra-se presente em Portugal, onde é uma espécie nativa.
O seu nome comum é congro-das-baleares.

## Descrição
Trata-se de uma espécie marinha. Atinge os 35 cm de comprimento total nos indivíduos do sexo masculino.